# Pavlohrad
Pavlohrad (en ukrainien : Павлоград) est une ville de l'oblast de Dnipropetrovsk, en Ukraine. Sa population s'élevait à 110 144 habitants en 2024 .

## Géographie

### Situation
La ville se trouve à 68 km à l'est de Dnipro.

### Hydrographie
Pavlohrad est arrosée par les rivières Samara et Vovtcha.

## Histoire
Pavlohrad est d'abord une forteresse fondée en 1779 et qui obtient le statut de ville en 1784. À la fin du XIXe siècle, la ville commence à jouer un rôle important dans le commerce des céréales.
Elle est occupée par l'Allemagne nazie en octobre 1941. La population juive, qui comptait environ 4 000 personnes avant la guerre est entièrement anéantie. Une insurrection éclate contre l'occupant en février 1943, mais la Wehrmacht reprend la ville au bout de cinq jours. L'Armée rouge libère finalement Pavlohrad le 18 septembre 1943, mais la ville est détruite aux trois quarts.
Après la phase de reconstruction, elle devient un important centre industriel grâce à plusieurs usines travaillant pour la défense (missiles et combustible solide pour moteurs de missiles et de fusées).

## Population
Recensements (*) ou estimations de la population :
| 1897*  | 1923*  | 1926*  | 1939*  | 1959*  |
| ------ | ------ | ------ | ------ | ------ |
| 15 775 | 15 380 | 17 957 | 39 710 | 45 827 |

| 1970*  | 1979*   | 1989*   | 2001*   | 2011    |
| ------ | ------- | ------- | ------- | ------- |
| 80 227 | 107 267 | 131 414 | 118 816 | 110 644 |

| 2012    | 2013    | 2014    | 2015    | 2016    |
| ------- | ------- | ------- | ------- | ------- |
| 110 470 | 110 070 | 109 739 | 109 305 | 108 623 |

| 2019    | 2022    | 2024    | - | - |
| ------- | ------- | ------- | - | - |
| 105 700 | 101 430 | 110 144 | - | - |

## Économie
Le secteur de la défense est la base de l'industrie de Pavlohrad. Les principales entreprises sont :
- Pavlohradskyï mekhanitchnyï zavod (en ukrainien : Павлоградський механічний завод) ou PMZ. Cette usine est établie en 1963 comme filiale de l'Usine no 586 de Dnipropetrovsk, aujourd'hui Ioujmach. Elle est spécialisée dans la fabrication de moteurs de fusée à combustible solide et de missiles.

Depuis la dislocation de l'Union soviétique, elle a diversifié ses productions. PMZ employait 6 800 salariés en 1995.
- Pavlohradskyï khimitchnyï zavod (en ukrainien : Павлоградський хімічний завод) : fondée en 1929, cette usine a d'abord été l'Usine no 55, spécialisée dans la fabrication d'explosifs et de munitions pour l'artillerie, l'aviation, la marine, etc. Depuis les années 1960, elle fabrique du propergol solide composite, etc.[4].
- Pavlohradkhimmach (en ukrainien : Павлоградський завод хімічного машинобудування ou Павлоградхіммаш) : usine dont l'origine remonte à 1878 et qui fabrique depuis 1959 des équipements pour l'industrie chimique[5].

## Personnalités
- Dmitri Belosselski (1975-), chanteur du théâtre Bolchoï
- Joseph Iakovlévitch Kotine (1908-1979), ingénieur des blindés

## Lieux culturels

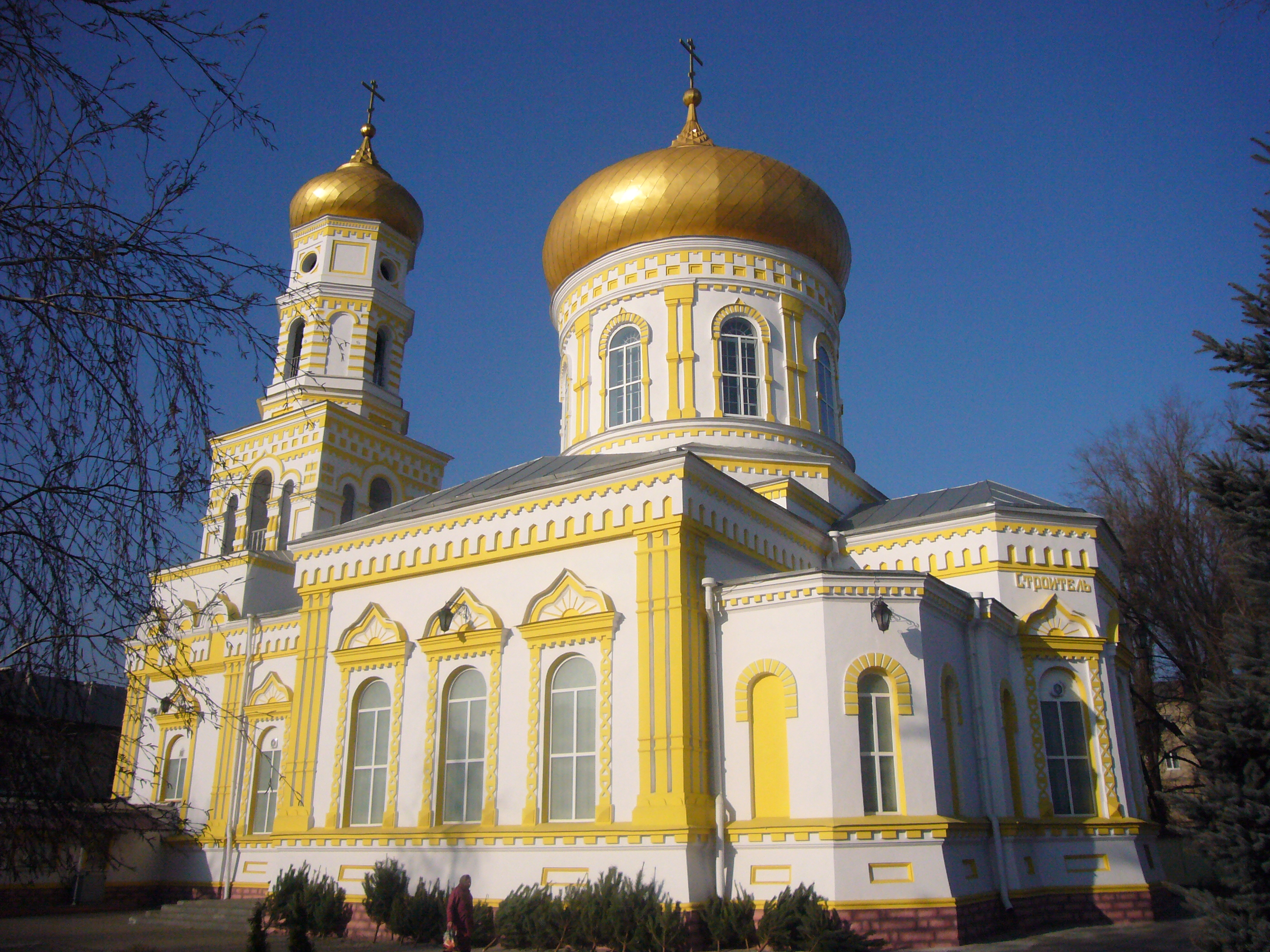
La cathédrale, classée[6],
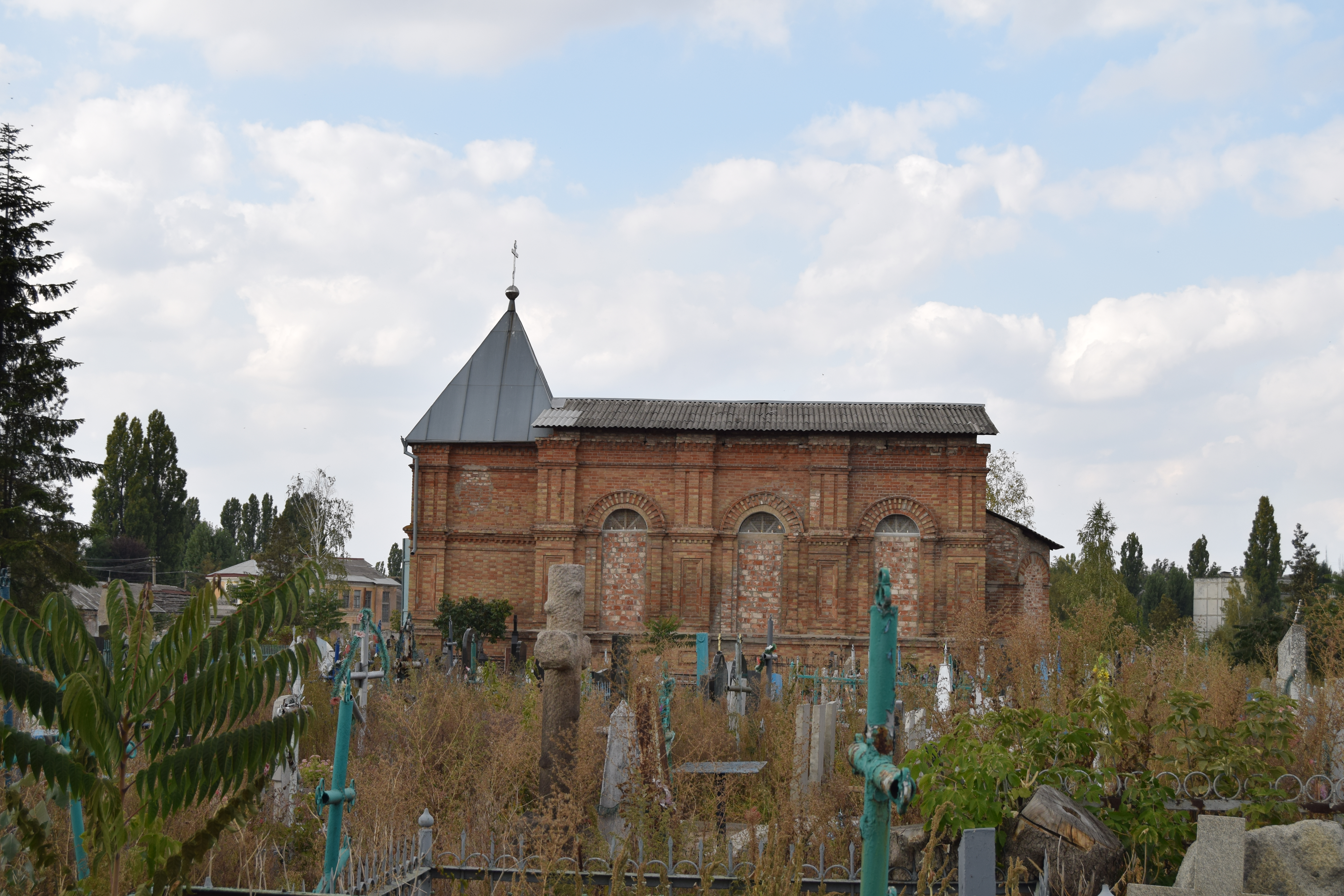
chapelle Notre-Dame, classée[7] ;
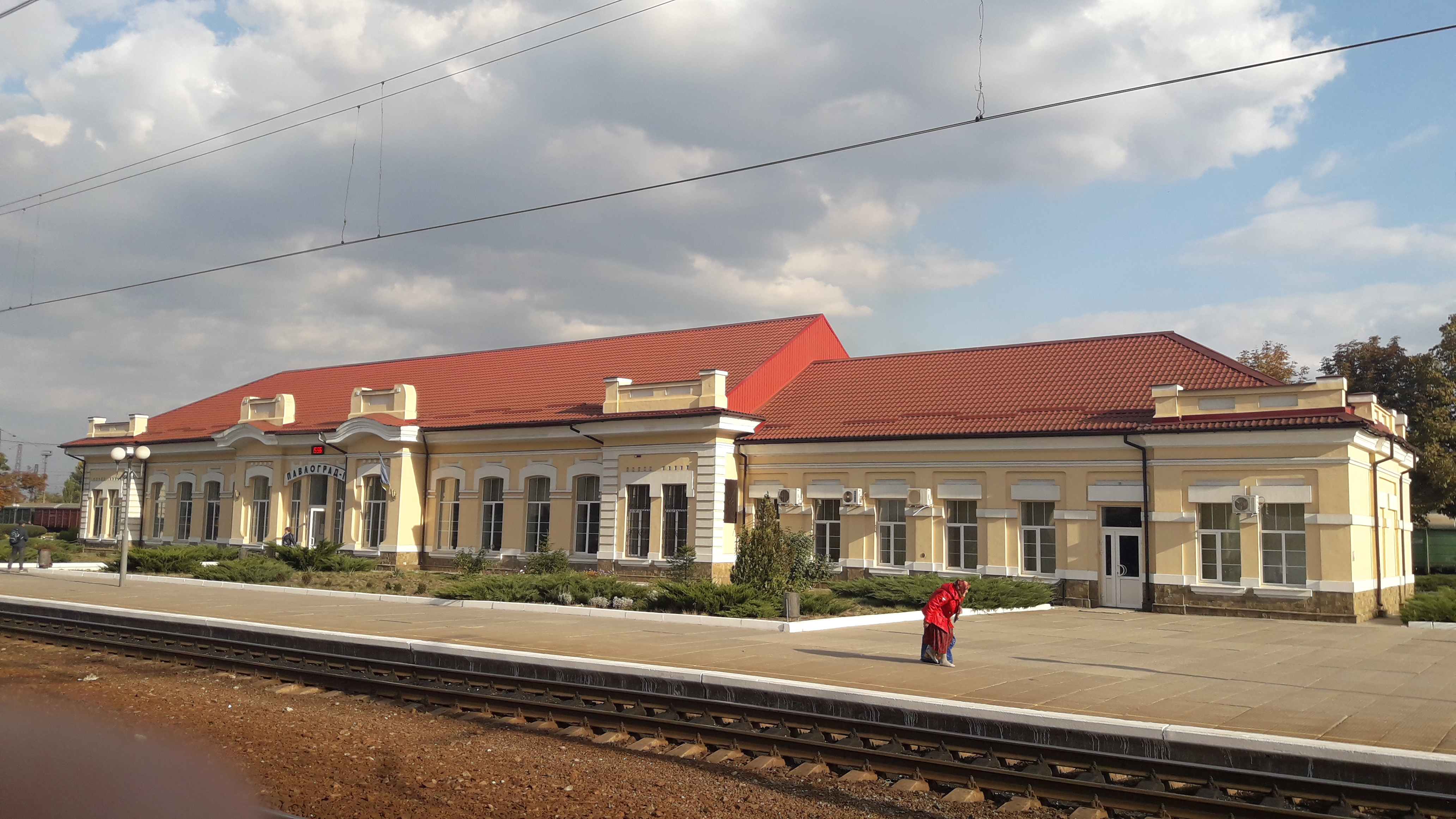
la gare Pavlohrad-I, classée[8],
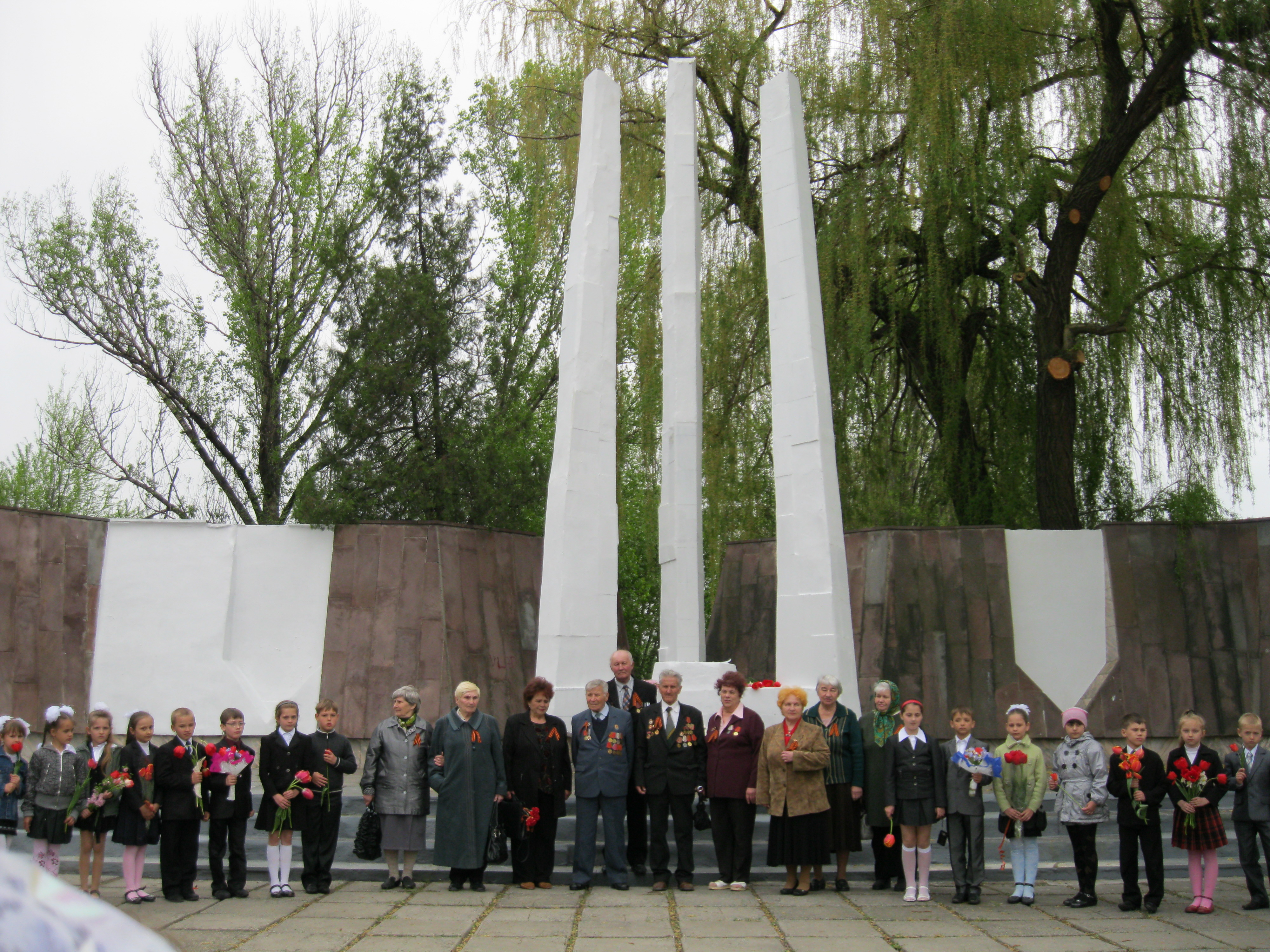
le cimetière militaire, classé[9],
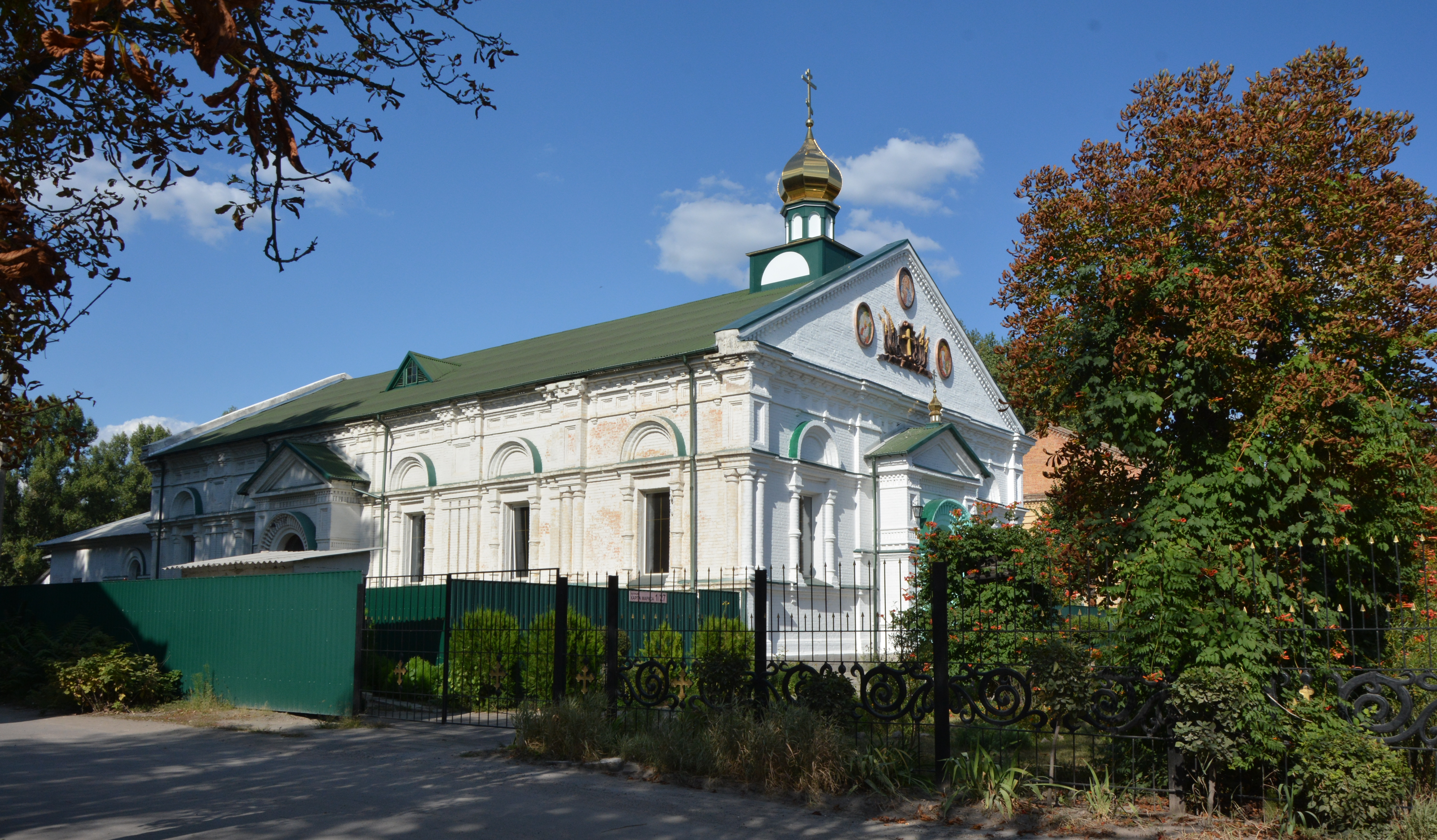
l'église st-Georges, classée[10],
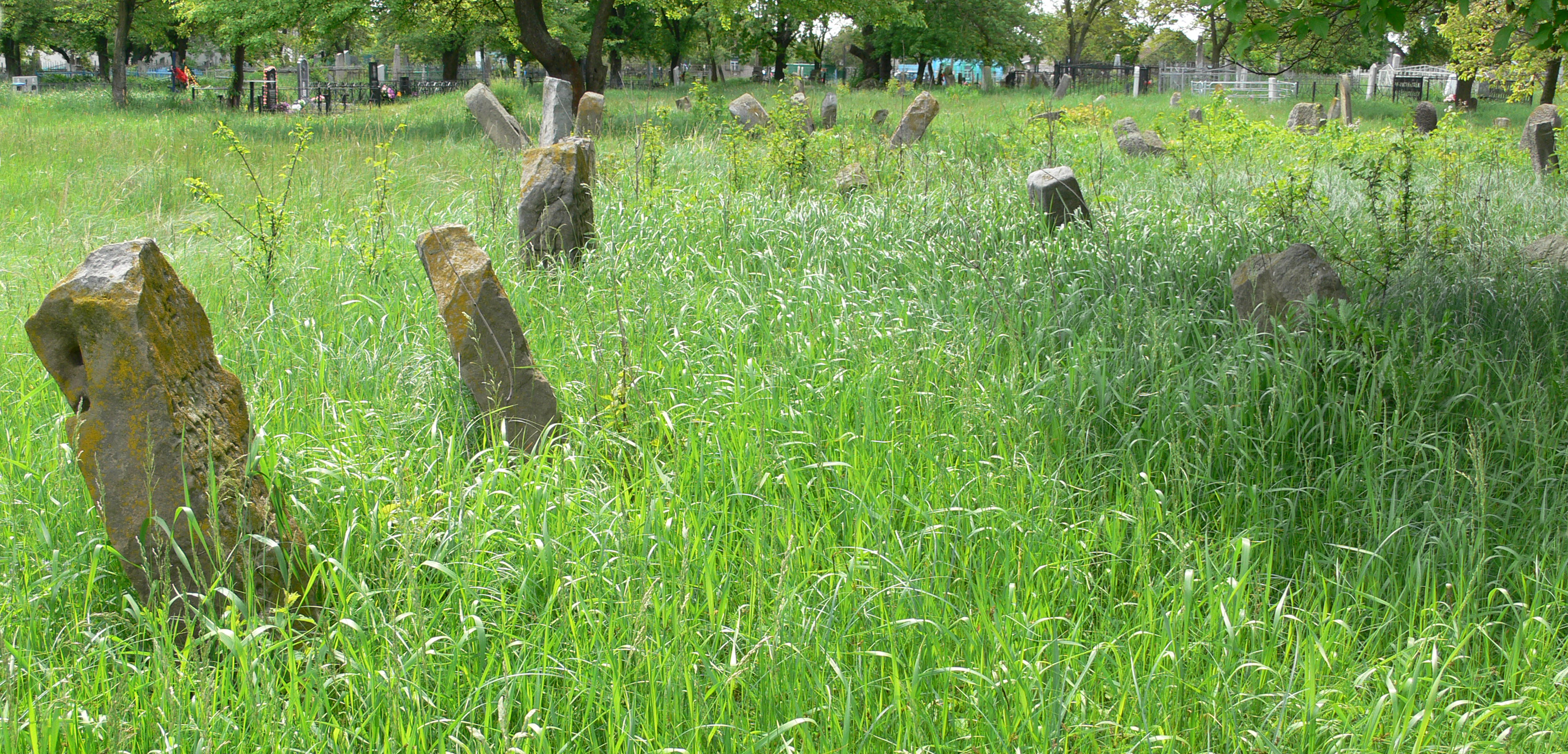
le cimetière juif, classé[11].

## Jumelages
| Ville | Ville  | Pays | Pays    |
| ----- | ------ | ---- | ------- |
|       | Lubsko |      | Pologne |